# Потъване в сенките
„Потъване в сенките“ (на немски: Schattentaucher) е роман от австрийския писател Андре Хелер (р. 1947), публикуван през 1987 г.
Ето една магическа книга, чийто художествен свят е разположен на границата между съня и реалността... Тук могат да се намерят шестдесет и едно описания на човешки образи, душевни състояния, житейска модели и кътчета от Виена – всички свързани с един основен герой, някой си Фердинанд Алт, второ „Аз“, маска или по-вярната същност на самия автор. Книгата на Андре Хелер не е нито роман (както малко неточно се оповестява), нито по-дълъг разказ; тя представлява един магически опит да се проникне чрез словото в невидимата, сенчеста страна на човешкото съществуване, да се хвърли за кратко слънчев лъч върху лицата, предметите и пейзажа, които ни заобикалят, но често убягват на вниманието ни в суматохата на делника.
Влюбчивият акордьор на пиана
Фердинанд Алт е странен тип – роден е в Боливия, но живее във Виена, по професия е композитор, но се препитава като акордьор на пиана, готов е да се влюби в първата срещната жена с червени коси и красиво лице, но не го прави, защото има способността бързо да се разочарова, обича неистово Виена и жителите ѝ, но излъчва хлад и сдържаност. Това е типът на интелигентния и леко резигниран съзерцател, какъвто често ще срещнеш из виенските кафенета – човек си мисли за стария Петер Алтенберг...
И героят на Андре Хелер живее повече в спомените и мислите си; той обича това свое състояние на безучастност, на привидна пасивност, на вътрешно оживление и външна безизразност; той е влюбен поравно в живота и в смъртта – защото всяка раздяла, всяко разочарование, всяко незаситено желание е за него една малка, болезнено-сладка смърт. Завръщането към детството в мислите, играта с полузабравени образи и случки, които трябва да си доизмисляш – за кой ли път! – това е стихията на Фердинанд Алт. От неговите нощни странствания, еротични приключения, от мечтите и фантазиите му постепенно се изгражда картината на съвременна Виена – тайнствена, карнавална, мъчителна и прекрасна.
И тук трябва да се каже, че виенчанинът Андре Хелер владее немския език до виртуозно съвършенство. Фразата му е така замайваща, така неочаквана, че те кара да спреш и да ѝ се насладиш. Дори към всички други авантюри в тази книга се прибавя и приключението на словото, илюминацията на думите...
Приключението на думите
Андре Хелер е едно от най-спорните и най-дръзки явления в днешния австрийски културен живот. Той е едновременно поет и драматург, композитор и певец, художник и режисьор, играе в театъра и киното, още през осемдесетте години на XX век е записал петнадесет дългосвирещи плочи със свои изпълнения, участва в концерти и литературни четения по целия свят.
Но най-голяма сензация предизвиква със своите „хепънинги“ – преди години Андре Хелер осъществява в Лисабон идеята си за „театър на огъня“: под звуците на музика той запалва в пристанището няколко стари кораба, и това „шоу“ е излъчено по телевизията в много страни.
Популярен, но приеман и отхвърлян поравно, Андре Хелер си спечелва името на ексцентрик. До днес е публикувал десетки книги с поетични и песенни текстове, рисунки и афоризми. Сред тях има и сборник с разкази, озаглавен „Дим да ме няма!“ (1979).
Романът на Андре Хелер „Потъване в сенките“ е първата му по-голяма прозаична творба: една магическа, фойерверкова и много лична книга.